# ایگون اسونسون
ایگون اسونسون (سوئدی: Egon Svensson؛ ۱۷ نوامبر ۱۹۱۳ – ۱۲ ژوئن ۱۹۹۵) کشتی‌گیر اهل کشور سوئد بوده است.
وی در مسابقات کشوری و بین‌المللی در مجموع برندهٔ ۳ مدال نقره شده‌است.